# VRO 42.05.01
VRO 42.05.01, llamado también SNR G166.0+04.3, G166.0+4.3 y AJG 116, es un resto de supernova que se localiza en la constelación de Auriga en dirección al anticentro galáctico.

## Morfología
VRO 42.05.01 es un resto de supernova de morfología mixta.
La cáscara que se observa en banda de radio tiene una gran estructura bipolar en la región oeste con una concha semicircular más pequeña en la región este. Se ha sugerido que la mayor densidad del gas al este, en comparación a la región oeste, es responsable de la peculiar morfología de este resto de supernova en banda de radio.
Por el contrario, en rayos X, VRO 42.05.01 aparece como un objeto compacto y lleno desde su centro.
En el espectro visible, la emisión de este resto de supernova es en forma de filamentos que coinciden con el contorno de la cáscara en radio.
También se ha detectado radiación gamma procedente de VRO 42.05.0; a diferencia de otros restos de morfología mixta, esta radiación parece tener origen leptónico.
De acuerdo a modelos morfo-cinemáticos, se pueden distinguir tres componentes distintivos básicos en VRO 42.05.01, a los que se ha llamado «cáscara», «ala» y «sombrero»; los dos primeros tienen velocidades de expansión similares (115 ± 5 km/s), mientras que el llamado «sombrero» presenta la velocidad más baja (90 ± 20 km/s).

## Edad y distancia
La edad de VRO 42.05.01 es incierta; de acuerdo a ciertos modelos su edad es de 13 600 - 14 500 años, pero otro trabajo —que aplica el modelo de nube de evaporación— eleva esta cifra hasta 24 000 años.
En cambio, sí existe un claro consenso en cuanto a la distancia que se encuentra este resto de supernova, que es de 4500 pársecs.